# Équipe de France de volley-ball en 2011
L'équipe de France de volley-ball a participé en 2011 à la Ligue mondiale du 27 mai au 1er juillet et au Championnat d'Europe du 10 au 18 septembre.

## Les matchs des A
| Date              | Lieu                                    | Adversaire   | Score                               | Durée  | Compétition | Meilleur marqueur            |
| 23 mai 2011       | Salle Calypso Calais                    | Cameroun     | 3-0 (25-22 25-21 25-14)             | -      | A           | -                            |
| 24 mai 2011       | Salle Louis Dewerdt Dunkerque           | Slovénie     | 3-0 (25-18 25-17 25-23)             | -      | A           | Antonin Rouzier (17)         |
| 27 mai 2011       | Palais des Sports de Gerland Lyon       | Italie       | 3-0 (25-14 25-20 25-12)             | 1 h 21 | LM          | Antonin Rouzier (11)         |
| 29 mai 2011       | Le Phare Chambéry                       | Italie       | 3-0 (25-15 25-23 27-25)             | 1 h 33 | LM          | Gérald Hardy-Dessources (15) |
| 4 juin 2011       | Suwon Indoor Stadium Suwon              | Corée du Sud | 3-1 (25-21 24-26 25-20 25-16)       | 1 h 55 | LM          | Marien Moreau (20)           |
| 5 juin 2011       | Suwon Indoor Stadium Suwon              | Corée du Sud | 3-1 (27-25 19-25 25-23 25-16)       | 1 h 56 | LM          | Samuel Tuia (15)             |
| 9 juin 2011       | Palais des Sports Robert Grenon Tours   | Cuba         | 3-1 (27-29 27-25 23-25 31-33)       | 2 h 05 | LM          | Antonin Rouzier (18)         |
| 11 juin 2011      | Palais des sports André-Brouat Toulouse | Cuba         | 3-2 (25-23 21-25 25-22 22-25 9-15)  | 2 h 00 | LM          | Antonin Rouzier (30)         |
| 17 juin 2011      | Palarescifina Messine                   | Italie       | 1-3 (25-21 30-32 23-25 22-25)       | 2 h 02 | LM          | Antonin Rouzier (30)         |
| 18 juin 2011      | Palacatania Catane                      | Italie       | 3-1 (25-20 18-25 25-22 25-17)       | 1 h 44 | LM          | Antonin Rouzier (18)         |
| 24 juin 2011      | Palais omnisports de Paris-Bercy Paris  | Cuba         | 2-3 (25-21 22-25 25-21 22-25 12-15) | 2h10   | LM          | Antonin Rouzier (23)         |
| 26 juin 2011      | Axone Montbéliard                       | Cuba         | 3-1 (25-21 20-25 15-25 23-25)       | 1h44   | LM          | Antonin Rouzier (26)         |
| 29 juin 2011      | Palais des Sports Pau                   | Corée du Sud | 3-1 (23-25 27-25 25-16 25-15)       | 1h57   | LM          | Antonin Rouzier (28)         |
| 1er juillet 2011  | Le Palio Boulazac                       | Corée du Sud | 3-0 (25-20 27-18 25-22)             | 1h14   | LM          | Antonin Rouzier (22)         |
| 13 août 2011      | Sport Arena Armeec Sofia                | Rép. tchèque | 3-1 (25-17 19-25 25-22 25-20)       | 1h38   | A           | Earvin N'Gapeth (20)         |
| 14 août 2011      | Sport Arena Armeec Sofia                | Bulgarie     | 3-0 (25-20 25-19 25-23)             | 1h17   | A           | Antonin Rouzier (16)         |
| 18 août 2011      | Ostrowiec Świętokrzyski                 | Pologne      | 0-3 (21-25 25-27 21-25)             | -      | A           | Antonin Rouzier (20)         |
| 19 août 2011      | Ostrowiec Świętokrzyski                 | Pologne      | 3-1 (25-21 21-25 22-25 21-25)       | -      | A           | -                            |
| 2 septembre 2011  | Stades de Flandres Dunkerque            | Slovénie     | 2-3 (20-25 25-19 15-25 25-23 12-15) | 1h59   | TF          | Samuel Tuia (13)             |
| 3 septembre 2011  | Complexe sportif Léo Lagrange Tourcoing | Bulgarie     | 3-1 (33-35 25-22 25-21 25-18)       | 2h03   | TF          | Antonin Rouzier (20)         |
| 4 septembre 2011  | Le Palacium Villeneuve-d'Ascq           | Turquie      | 3-2 (25-21 26-24 19-25 21-25 15-10) | -      | TF          | Antonin Rouzier (23)         |
| 10 septembre 2011 | Olympiaworld Innsbruck                  | Finlande     | 3-1 (25-14 17-25 31-29 26-24)       | 1h53   | CHE         | Antonin Rouzier (20)         |
| 11 septembre 2011 | Olympiaworld Innsbruck                  | Belgique     | 1-3 (29-31 36-34 20-26 24-26)       | 2h07   | CHE         | Earvin N'Gapeth (23)         |
| 12 septembre 2011 | Olympiaworld Innsbruck                  | Italie       | 3-2 (26-28 22-25 25-17 25-21 15-11) | 2h03   | CHE         | Earvin N'Gapeth (19)         |
| 14 septembre 2011 | Wiener Stadthalle Vienne                | Turquie      | 3-1 (25-19 25-23 19-25 25-21)       | 1h39   | CHE         | Earvin N'Gapeth (21)         |
| 15 septembre 2011 | Wiener Stadthalle Vienne                | Serbie       | 3-1 (32-30 25-20 23-25 26-24)       | 1h55   | CHE         | Antonin Rouzier (25)         |
| 23 novembre 2011  | Complexe Sportif Leo Lagrange Tourcoing | Grèce        | 3-0 (25-23 25-22 25-12)             | 1h16   | TPQJO       | Earvin N'Gapeth (19)         |
| 24 novembre 2011  | Complexe Sportif Leo Lagrange Tourcoing | Allemagne    | 3-2 (12-25 25-19 25-21 11-25 15-10) | 1h41   | TPQJO       | Antonin Rouzier (19)         |
| 26 novembre 2011  | Complexe Sportif Leo Lagrange Tourcoing | Belgique     | 2-3 (19-25 25-22 24-26 25-23 12-15) | 2h03   | TPQJO       | Earvin N'Gapeth (28)         |

A : match amical.
LM : match de la Ligue mondiale 2011.
TF : match du Tournoi de France de volley-ball 2011.
CHE : match du Championnat d'Europe 2011.
TQJO : match Tournoi de pré-qualification aux jeux olympiques 2012

## Les joueurs en A
| Joueurs                 |             |             |             |             |             |             |             |             |             |             |             |             |             |             |             |             |   |             |             |             |             |             |             |             |             |             |             |             |
| Attaquant               |             |             |             |             |             |             |             |             |             |             |             |             |             |             |             |             |   |             |             |             |             |             |             |             |             |             |             |             |
| Antonin Rouzier         | (17pts)     | (11pts)     | (5pts)      | -           | -           | (18pts)     | (30pts)     | (30pts)     | (18pts)     | (23pts)     | (26pts)     | (28pts)     | (22pts)     | (17pts)     | (16pts)     | (20pts)     | - | (13pts)     | (20pts)     | (23pts)     | (20pts)     | (20pts)     | (11pts)     | (14pts)     | (25pts)     | (15pts)     | (19pts)     | (10pts)     |
| Marien Moreau           | (2pts)      | (1pt)       | (8pts)      | (20pts)     | (12pts)     | (7pts)      | (0pt)       | -           | -           | (1pt)       | (2pts)      | (4pts)      | NP          | (5pts)      | -           | (1pt)       | - | (10pts)     | (0pt)       | (3pts)      | (0pt)       | (0pt)       | (6pts)      | (1pt)       | NP          | (2pts)      | (0pt)       | (7pts)      |
| Mory Sidibé             | NP          | NP          | NP          | (1pt)       | (0pt)       | -           | -           | (0pt)       | (0pt)       | -           | -           | -           | -           | -           | -           | -           | - | -           | -           | -           | -           | -           | -           | -           | -           | -           | -           | -           |
| Central                 |             |             |             |             |             |             |             |             |             |             |             |             |             |             |             |             |   |             |             |             |             |             |             |             |             |             |             |             |
| Gérald Hardy-Dessources | -           | NP          | (15pts)     | (2pts)      | (13pts)     | (5pts)      | (0pt)       | (12pts)     | (6pts)      | (9pts)      | (5pts)      | (14pts)     | (7pts)      | (3pts)      | (8pts)      | (3pts)      | - | (9pts)      | (9pts)      | (4pts)      | (10pts)     | (3pts)      | NP          | NP          | -           | (4pts)      | (8pts)      | (8pts)      |
| Franck Lafitte          | -           | -           | -           | -           | -           | -           | -           | -           | -           | -           | -           | -           | -           | -           | NP          | NP          | - | NP          | NP          | (1pt)       | -           | -           | -           | -           | (0pt)       | -           | -           | -           |
| Jean-Philippe Sol       | (5pts)      | (5pts)      | (0pt)       | (3pts)      | (0pt)       | (4pts)      | (9pts)      | NP          | (1pt)       | NP          | NP          | NP          | NP          | -           | -           | -           | - | -           | -           | -           | -           | -           | -           | -           | -           | (3pts)      | (4pts)      | (6pts)      |
| José Trèfle             | -           | -           | -           | -           | -           | -           | -           | -           | -           | -           | -           | -           | -           | (6pts)      | (5pts)      | (2pts)      | - | (3pts)      | NP          | (1pt)       | NP          | NP          | (15pts)     | (11pts)     | (7pts)      | NP          | NP          | NP          |
| Romain Vadeleux         | (5pts)      | (3pts)      | (5pts)      | (12pts)     | (11pts)     | (8pts)      | (7pts)      | (8pts)      | (10pts)     | (8pts)      | (9pts)      | (4pts)      | (5pts)      | (0pt)       | NP          | (6pts)      | - | (2pts)      | (13pts)     | (5pts)      | (8pts)      | (2pts)      | (10pts)     | (12pts)     | (4pts)      | -           | -           | -           |
| Libero                  |             |             |             |             |             |             |             |             |             |             |             |             |             |             |             |             |   |             |             |             |             |             |             |             |             |             |             |             |
| Jean-François Exiga     | -           | a participé | -           | -           | -           | -           | -           | -           | -           | -           | -           | -           | -           | -           | NP          | NP          | - | a participé | a participé | a participé | a participé | a participé | a participé | -           | a participé | a participé | a participé | a participé |
| Jenia Grebennikov       | a participé | -           | a participé | a participé | a participé | a participé | a participé | a participé | a participé | a participé | a participé | a participé | a participé | a participé | a participé | a participé | - | a participé | NP          | a participé | -           | -           | -           | a participé | -           | -           | -           | -           |
| Passeur                 |             |             |             |             |             |             |             |             |             |             |             |             |             |             |             |             |   |             |             |             |             |             |             |             |             |             |             |             |
| Pierre Pujol            | (2pts)      | (1pt)       | (1pt)       | (0pt)       | (3pts)      | (3pts)      | (1pt)       | (0pt)       | (0pt)       | (1pt)       | (0pt)       | (8pts)      | (2pts)      | (2pts)      | (0pt)       | (5pts)      | - | (4pts)      | (3pts)      | (4pts)      | (1pt)       | (2pts)      | (0pt)       | (0pt)       | (1pt)       | (1pt)       | (2pts)      | (3pts)      |
| Benjamin Toniutti       | -           | (0pt)       | (0pt)       | (0pt)       | (1pt)       | (1pt)       | (0pt)       | (3pts)      | (2pts)      | (2pts)      | (1pt)       | (0pt)       | (0pt)       | (0pt)       | (0pt)       | (0pt)       | - | (1pt)       | (0pt)       | NP          | (0pt)       | (2pts)      | (1pt)       | (1pt)       | (1pt)       | (1pt)       | (0pt)       | (1pt)       |
| Réceptionneur-attaquant |             |             |             |             |             |             |             |             |             |             |             |             |             |             |             |             |   |             |             |             |             |             |             |             |             |             |             |             |
| Xavier Kapfer           | -           | (0pt)       | (0pt)       | (0pt)       | -           | -           | -           | -           | -           | -           | -           | -           | -           | -           | -           | -           | - | -           | -           | -           | -           | -           | -           | -           | -           | -           | -           | -           |
| Julien Lyneel           | (8pts)      | (8pts)      | (1pt)       | (11pts)     | (0pt)       | (6pts)      | (1pt)       | (1pt)       | (1pt)       | (1pt)       | (6pts)      | (0pt)       | NP          | -           | -           | NP          | - | (0pt)       | (0pt)       | (13pts)     | (0pt)       | (1pt)       | (0pt)       | (0pt)       | (0pt)       | -           | -           | -           |
| Nicolas Maréchal        | -           | NP          | NP          | -           | (9pts)      | (12pts)     | (18pts)     | (13pts)     | (13pts)     | (14pts)     | (4pts)      | (11pts)     | (13pts)     | (3pts)      | (0pt)       | (5pts)      | - | (11pts)     | (3pts)      | (12pts)     | (4pts)      | (5pts)      | (5pts)      | (15pts)     | NP          | (0pt)       | (6pts)      | (3pts)      |
| Earvin N'Gapeth         | -           | -           | -           | -           | -           | -           | -           | -           | -           | -           | -           | -           | -           | (20pts)     | (9pts)      | (12pts)     | - | (3pts)      | (12pts)     | (2pts)      | (18pts)     | (23pts)     | (19pts)     | (21pts)     | (16pts)     | (19pts)     | (14pts)     | (28pts)     |
| Guillaume Quesque       | -           | -           | -           | -           | -           | -           | -           | NP          | NP          | NP          | NP          | NP          | NP          | -           | -           | -           | - | -           | -           | -           | -           | -           | -           | -           | -           | -           | -           | -           |
| Guillaume Samica        | (11pts)     | (2pts)      | (4pts)      | (0pt)       | (0pt)       | (0pt)       | -           | -           | -           | -           | -           | -           | -           | (0pt)       | (0pt)       | (0pt)       | - | -           | -           | -           | -           | -           | -           | -           | -           | (0pt)       | (3pts)      | (0pt)       |
| Samuel Tuia             | -           | (5pts)      | (6pts)      | (13pts)     | (15pts)     | (16pts)     | (14pts)     | (14pts)     | (12pts)     | (15pts)     | (12pts)     | (11pts)     | (9pts)      | (7pts)      | (9pts)      | (6pts)      | - | (13pts)     | (19pts)     | (13pts)     | (10pts)     | (12pts)     | (4pts)      | NP          | (15pts)     | (14pts)     | (8pts)      | (9pts)      |

## Les Sélections

### Sélection pour leChampionnat d'Europe
Entraîneur : Philippe Blain  France ; entraîneur-adjoint : Jocelyn Trillon  France

### Sélection pour laLigue mondiale
Cette sélection de l'équipe de France a été présentée le 2 mai 2011, et est validée pour la Ligue mondiale 2011.

Entraîneur : Philippe Blain  France ; entraîneur-adjoint : Jocelyn Trillon  France

## Équipe de France A'

### Les matchs des A'
| Date        | Lieu                                    | Adversaire | Score | Durée | Compétition | Meilleur marqueur |
| 13 mai 2011 | Salle Charpy Paris, France              | Cameroun   | 3-2   | -     | A           | -                 |
| 14 mai 2011 | Stade Pierre-de-Coubertin Paris, France | Cameroun   | 4-0   | -     | A           | -                 |